# 薊岳
薊岳（あざみだけ）は、奈良県川上村と東吉野村に跨る標高1,406 mの山。台高山脈を構成する。近畿百名山・奈良百遊山に選定されている。

## 登山
明神平との間で縦走が可能。南側には木ノ実矢塚登山口があるが、東吉野村の村道麦谷地蔵線は2011年の平成23年紀伊半島大水害による大規模崩壊の復旧工事により立入禁止となっており徒歩での通行もできない（期間未定）。

## 鳥獣保護区
周辺には薊岳鳥獣保護区（124ha）が設定されている。